# 欣氏萨弗蛛
欣氏萨弗蛛（学名：Mallinella hingstoni）为拟平腹蛛科萨弗蛛属的动物。在中国大陆，分布于西藏等地。该物种的模式产地在西藏。